# Skrzydlna (gmina)

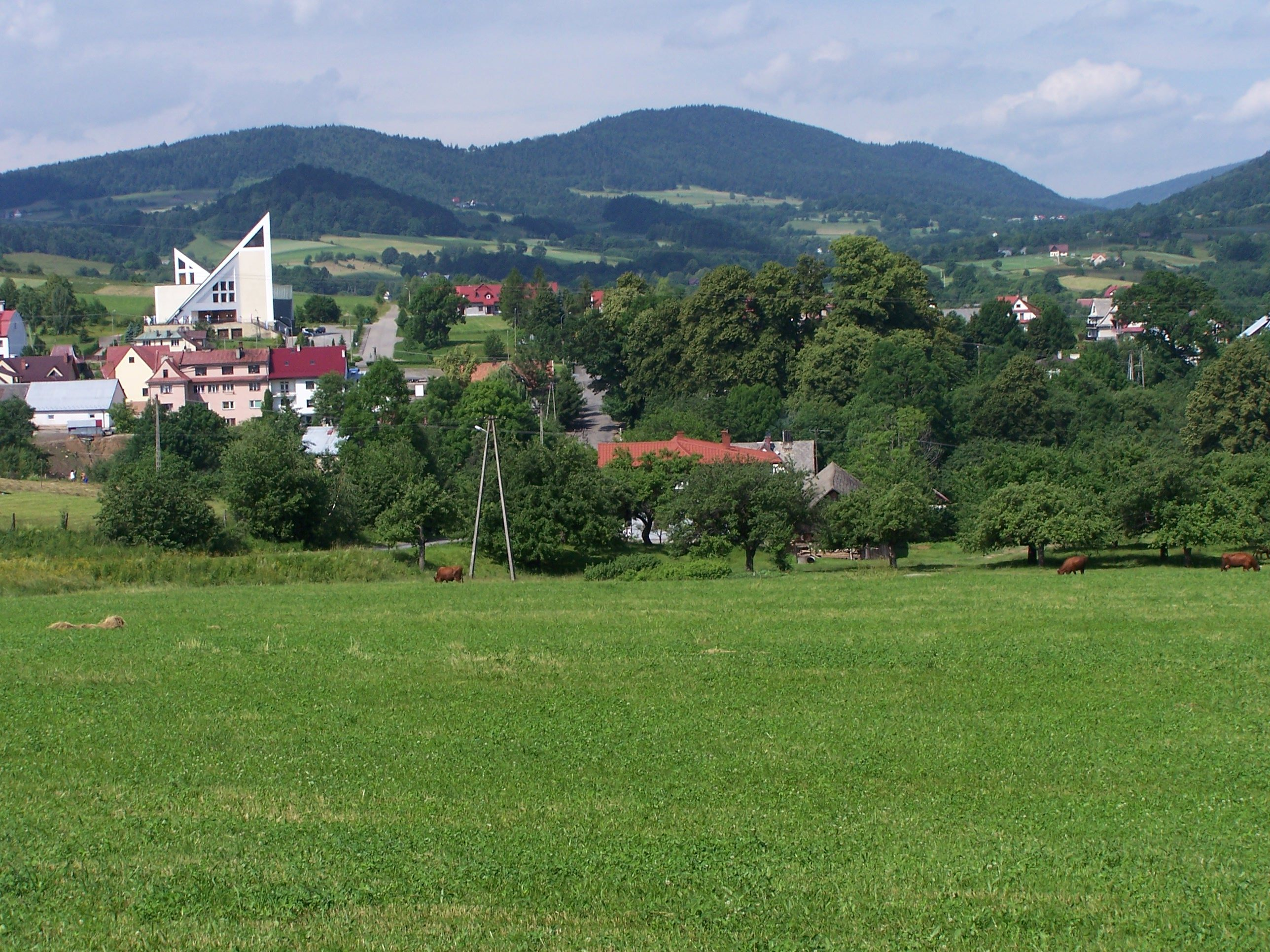
Skrzydlna

Skrzydlna – dawna gmina wiejska istniejąca w latach 1934–1954 w woj. krakowskim (dzisiejsze woj. małopolskie). Siedzibą władz gminy była Skrzydlna.
Gmina zbiorowa Skrzydlna została utworzona 1 sierpnia 1934 roku w powiecie limanowskim w woj. krakowskim z dotychczasowych jednostkowych gmin wiejskich: Przenosza, Skrzydlna, Stróża i Wola Skrzydlańska. Według stanu z dnia 1 lipca 1952 roku gmina składała się z 4 gromad: Przenosza, Skrzydlna, Stróża i Wola Skrzydlańska. 
Gmina została zniesiona 29 września 1954 roku wraz z reformą wprowadzającą gromady w miejsce gmin. Jednostki nie przywrócono 1 stycznia 1973 roku po reaktywowaniu gmin.